# Malelat
Malelat ist ein osttimoresischer Suco im Verwaltungsamt Passabe (Sonderverwaltungsregion Oe-Cusse Ambeno).

## Geographie
Malelat hat eine Fläche von 17,17 km². Die Gebietsreform 2015 hat die Größe des Sucos nicht verändert. Der Suco liegt im Westen des Verwaltungsamts Passabe. Im Osten grenzt er an den ebenfalls zu Passabe gehörenden Suco Abani. An der Grenze verlaufen von Südwest nach Nordost die Monte Pluas, die eine Höhe von bis zu 1100 m erreichen. Nördlich liegt der Suco Banafi, der zum Verwaltungsamt Nitibe gehört. Westlich des Flusses Kusi, der später zum Noel Besi wird, liegt der Nachbarstaat Indonesien. Hier sinkt das Land auf eine Meereshöhe von 485 m herab.
Die größeren Ortschaften liegen im nördlichen Zentrum des Sucos relativ nah zusammen. Dies sind Besatoko, Nunfomolo, Huak Mutu (Hauknutu), Ejomenu, Fatumtasa, Fautkabe, Fatsuba und Kobes. Hier gibt es eine Grundschule (Escola Primaria Malelat), eine medizinische Station und einen Hubschrauberlandeplatz für Notfälle. In Fatsuba liegt ein altes Fort mit einem Marienschrein im Innenhof. Der Suco ist verkehrstechnisch schlecht an die Außenwelt angeschlossen. Für die Parlamentswahlen in Osttimor 2007 mussten die Wahlurnen per Hubschrauber zum Wahllokal gebracht und wieder abgeholt werden.
Im Suco befindet sich nur ein Aldeia: Malelat.

## Einwohner

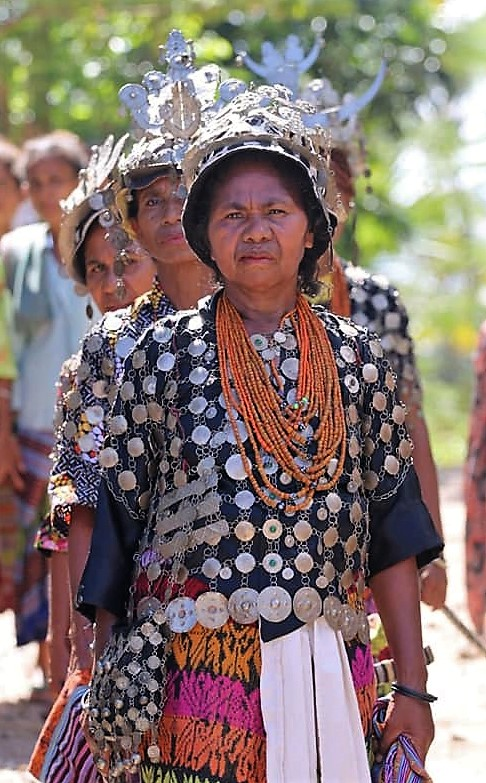
Tracht in Malelat

In Malelat leben 1.764 Einwohner (2022), davon sind 889 Männer und 875 Frauen. Im Suco gibt es 382 Haushalte. Über 99 % der Einwohner geben Baikeno als ihre Muttersprache an. Kleine Minderheiten sprechen Tetum Prasa oder Galoli.

## Politik
Bei den Wahlen von 2004/2005 wurde José Marques zum Chefe de Suco gewählt. Bei den Wahlen 2009 gewann Domingos Mala und 2016 José Marques.